# Izdebno-Kolonia (województwo mazowieckie)
Izdebno-Kolonia (d. także Izdebno-Romanów) – wieś sołecka w Polsce położona w województwie mazowieckim, w powiecie garwolińskim, w gminie Łaskarzew.
| SIMC    | Nazwa   | Rodzaj    |
| ------- | ------- | --------- |
| 0678386 | Romanów | część wsi |

W latach 1975–1998 miejscowość administracyjnie należała do województwa siedleckiego.